# エレーナ・ソコロワ
エレーナ・セルゲーエヴナ・ソコロワ（ロシア語: Еле́на Серге́евна Соколо́ва, ラテン翻字：Elena Sergeevna Sokolova, 1980年2月15日 - ）は、ロシアの女性元フィギュアスケート選手。出生地はモスクワ。1998年長野オリンピック7位入賞、2006年トリノオリンピック（14位）女子シングルロシア代表。2003年世界選手権銀メダリスト。現在はフィギュアスケートコーチ。愛称はレーナ。ロシア語読みでは「イリェーナ・スィルギェーイヴナ・サカローヴァ」が近い。

## 人物
大柄な体格を生かしたダイナミックな演技を持ち味とする。世界選手権やオリンピックのタイトルに手が届くほどではないが、時折素晴らしい演技を披露して注目を浴びる。コンディション調整が上手く行ってジャンプが決まった時には、普段の彼女からはなかなか想像出来ない高得点を叩き出す。彼女のファンはこうした（年に1度ペースの）ビッグウェーヴを心待ちにしている。笑顔がチャームポイントである。

## 経歴
モスクワに生まれ、4歳ころにスケートをはじめた。本格的にフィギュアスケートを始めたのは8歳のときだった。1995-1996年シーズンまではロシア代表にも選ばれなかったが、1995年ヘルシンキで行われたフィンランディア杯に出場し3位入賞。翌1996-1997年シーズンのフィンランディア杯で再び3位となり、フランスでのセントガービス杯のフリーで優勝、グランプリシリーズにも参戦しスケートアメリカ3位、ロシア杯4位。ロシア選手権で5位となり、初出場の世界ジュニア選手権では2位となった。1997-1998年シーズン、グランプリシリーズで2度表彰台に上り、グランプリファイナルへ出場。この実績により長野オリンピックにも出場を果たし7位入賞と健闘した。 
2000年の春には故郷モスクワを離れサンクトペテルブルクのアレクセイ・ミーシンに師事した。しかしオリンピックイヤーの2001-2002年シーズン、ソコロワは緒戦のスケートアメリカで10位となり、続くロシア杯でも4位となった。ロシア選手権ではイリーナ・スルツカヤ、マリア・ブッテルスカヤ、ビクトリア・ボルチコワに次いで4位となり、2001-2002シーズンを通した成績でも上記3人を上回ることは出来ずにソルトレイクシティオリンピックロシア女子出場枠の3枠には入れなかった。
また、当時師事していたアレクセイ・ミーシンコーチとの師弟関係も良好とは言えず、師弟関係を解消して以前のコーチだったヴィクトール・クドリャフツェフ夫妻に再び師事することを選択した。
翌2002-2003年シーズンはロシア選手権で初優勝を果たすと、続く欧州選手権、2003年世界選手権でも自身最高の2位となり銀メダルを獲得、復調を強く印象づけた。
2005-2006年シーズン、グランプリシリーズ初戦のスケートアメリカで優勝し、エリック・ボンパール杯では6位だったもののグランプリファイナルへ進出。ロシア選手権でも優勝を果たし、2度目のオリンピックとなるトリノオリンピックに出場。トリノオリンピックでのプログラムは、「トゥーランドット」（ショートプログラム）、「ロミオとジュリエット」（フリープログラム）であったが、本番ではショートプログラムもフリースケーティングも不調に終わり、14位に終わった。1ヵ月後の2006年世界選手権ではメダルにあと一歩の4位入賞に入った。
2006-2007年シーズン、ロシア選手権ではドロニナ、イエヴレワに次いで3位。世界選手権代表に選出されるも、2007年世界選手権は13位。同シーズンをもって現役を引退した。最後のシーズンで思うように成果が残せなかったことについて、ピセーエフ理事はソコロワのプロ意識と体重コントロールが原因だったと語っている。
その後、物理学者の男性と結婚、長男を出産した後に子育てに専念するかどうかで悩みながらもコーチに転身した。2014年8月現在、8人の少年少女を指導している。

## 主な戦績
| 大会/年            | 96-97 | 97-98 | 98-99 | 99-00 | 00-01 | 01-02 | 02-03 | 03-04 | 04-05 | 05-06 | 06-07 |
| ------------------ | ----- | ----- | ----- | ----- | ----- | ----- | ----- | ----- | ----- | ----- | ----- |
| 冬季オリンピック   |       | 7     |       |       |       |       |       |       |       | 14    |       |
| 世界選手権         | 8     | 8     |       |       |       |       | 2     | 10    | 7     | 4     | 13    |
| 欧州選手権         |       |       |       |       |       |       | 2     | 3     | 5     | 2     | 7     |
| ロシア選手権       | 5     | 5     | 4     | 6     | 4     | 4     | 1     | 1     | 2     | 1     | 3     |
| GPファイナル       |       | 5     | 4     |       | 6     |       |       |       |       | 5     |       |
| GPロシア杯         | 4     | 2     | 1     | 3     | 2     | 4     |       | 9     | 4     |       | 4     |
| GP中国杯           |       |       |       |       |       |       |       |       |       |       | 7     |
| GPスケートアメリカ | 6     | 3     | 2     | 3     | 3     | 10    |       |       |       | 1     |       |
| GPエリック杯       |       |       |       |       |       |       |       |       |       | 6     |       |
| GPスケートカナダ   |       |       |       |       |       |       |       | 9     |       |       |       |
| GPNHK杯            |       |       |       |       |       |       | 6     |       | 3     |       |       |
| GPボフロスト杯     |       |       | 1     |       |       |       |       |       |       |       |       |
| ネーベルホルン杯   |       |       |       |       |       |       |       |       |       | 1     |       |
| フィンランディア杯 | 3     | 棄権  | 1     | 1     | 1     |       |       |       | 4     |       |       |
| ユニバーシアード   |       |       | 1     |       |       |       |       |       |       |       |       |
| 世界Jr.選手権      | 2     |       |       |       |       |       |       |       |       |       |       |

## プログラム
| シーズン  | SP                                                                                 | FS |
| --------- | ---------------------------------------------------------------------------------- | --- |
| 2006-2007 | トゥーランドット 作曲：ジャコモ・プッチーニ                                        | ノートルダム・ド・パリ 作曲：リシャール・コクシアント ロミオとジュリエット 作曲：ジェラール・プレギュルヴィック 振付：アラ・カパラノワ |
| 2005-2006 | トゥーランドット 作曲：ジャコモ・プッチーニ                                        | ロミオとジュリエット 作曲：ジェラール・プレギュルヴィック 振付：アラ・カパラノワ                                                       |
| 2004-2005 | ドン・キホーテ 作曲：レオン・ミンクス                                              | 幻想序曲『ロメオとジュリエット』 作曲：ピョートル・チャイコフスキー                                                                    |
| 2003-2004 | ストレンジ・パラダイス 曲：ボンドだったん人の踊り 作曲：アレクサンドル・ボロディン | ノートルダム・ド・パリ 作曲：リシャール・コクシアントDo not Renounce Being in Love 作曲：ミカエル・タリヴェルディエフ                  |
| 2002-2003 | サムソンとデリラ 作曲：カミーユ・サン＝サーンス                                    | ノートルダム・ド・パリ 作曲：リシャール・コクシアント                                                                                  |
| 2001-2002 | サムソンとデリラ 作曲：カミーユ・サン＝サーンス                                    | Music 作曲：ゲオルギー・スヴィリードフ仮面舞踏会 作曲：アラム・ハチャトゥリアン                                                        |